# Artur Augusto da Fonseca Cardoso
Artur Augusto da Fonseca Cardoso (* 8. Februar 1865 in Porto, Portugal; † 1912 in Portugiesisch-Timor) war ein portugiesischer Kolonialoffizier und Anthropologe.

## Anthropologie
Fonseca Cardoso wurde in eine Familie (Vater Fortunato Cardoso Coelho, Mutter Adelaide Albertina da Fonseca) mit starker militärischer Tradition hineingeboren, so dass seine Karriere in der Armee vorbestimmt war, doch faszinierte ihn die Wissenschaft, so dass er seine Zeit mit anderen Intelktuellen verbrachte. 1888 war er Mitbegründer der Sociedade Carlos Ribeiro. Diese Gesellschaft versuchte, Natur- und Sozialwissenschaften zu fördern. Ihre Publikationen im Journal Revista de Ciénicas Naturais e Sociais gehörten zu den renommiertesten wissenschaftlichen Zeitschriften der Zeit. Fonseca Cardoso verfasste in seinem Leben selbst mehrere anthropologische Studien über Angola, Portugiesisch-Indien und Timor sowie mehrere Veröffentlichungen über die Menschen aus dem Norden Portugals. Er befasste sich vor allem mit vergleichender Anatomie und Anthropometrie. Anfang der 1890er-Jahre erstellte Fonseca Cardoso eine anthropologische Tabelle der Bevölkerung des Minho, im Norden Portugals. Von 1893 bis 1895 plante er eine Studie mit 2000 portugiesischen Soldaten, der aber die Krise in Goa dazwischen kam.
In Portugal wurde er 1913 anlässlich der ersten nationalen Ausstellung zu den portugiesischen Kolonien als „Gründungsvater der kolonialen Anthropologie in Portugal“ gefeiert. Hier wurde vor allem sein Werk über die Einwohner der indischen Region Satari gefeiert: O Indigena de Satari, wo 1895 Fonseca Cardoso an der Niederschlagung einer Rebellion beteiligt war. Die zwölf Seiten erschienen 1897 im Revista de Ciénicas Naturais e Sociais. Zunächst war der Publikation kein großer Erfolg beschieden. Versuche, Kopien in anderen portugiesischen oder französischen Journalen zu veröffentlichen, scheiterten. Fonseca Cardoso wurde schlicht ignoriert. Nur eine spanische Publikation nannte ihn als Beleg. Erst in den folgenden Jahren gewann Fonseca Cardoso an Ansehen, unter anderem wegen seiner Arbeiten zu den Fischern von Póvoa de Varzim und den Bergbewohnern von Castro Laboreiro.

## Militärdienst
Im November 1895 kam Fonseca Cardoso als Fähnrich nach Goa. Er war Teil eines 600 Mann starkem Expeditionskorps, das am 21. Oktober aus Lissabon entsandt worden war, um die Kolonie wieder zu befrieden. Soldaten der Marathi hatten sich mit der rebellierenden Bevölkerung von Satari verbündet. Die Rebellen nutzten die Berge und Wälder zur Guerilla-Taktik, während die Zivilbevölkerung sich in der Wildnis versteckte. Da so für die Kolonialmacht Erfolge im Kampf gegen die Rebellen ausblieben, waren die Portugiesen schließlich bereit, deren Forderungen nachzugeben und im Mai 1896 eine Amnestie anzubieten.

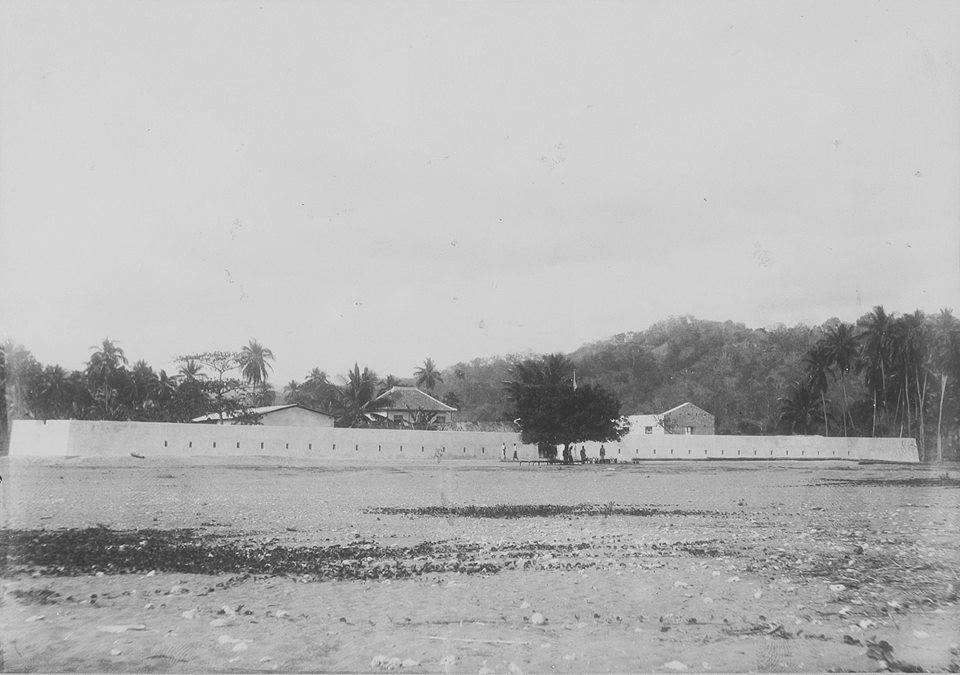
Von Fonseca Cardoso gemachtes Foto des Außenpostens in Batugade (1898)

Später wurde Fonseca Cardoso nach Portugiesisch-Timor versetzt, wo er Kommandant des Reduto do Conselheiro Jacinto Cândido wurde, des Grenzpostens in Batugade, an der Grenze zum niederländischen Teil Timors. 1911/12 kam es mit der Rebellion von Manufahi zum größten Aufstand in Timor gegen die Portugiesen aller Zeiten. Auch das nahe Batugade gelegene Cailaco begehrte gegen die Kolonialherren auf und bewegte auch Bere-Talo, den Liurai von Atabae, dazu, zu den Waffen zu greifen. Fonseca Cardoso (seit 1902 Hauptmann) entsandte daraufhin den Unteroffizier Humberto Maria Fernandes mit 35 Moradores, die vom 3. bis 10. März 1912 einen Feldzug gegen Atabae durchführten, der aber die Rebellen nicht aufhalten konnte. Zwischen dem 17. und 27. März griff Fonseca Cardoso das Dorf Atabae selbst an. An dieser Operation nahmen 456 Mann teil: Soldaten der Kavallerieschwadron von der Grenze, mosambikanische Soldaten und eine kleine Truppe von Moradores aus Balibo. Die Liurai von Cailaco und Atabae kündigten an, lieber bis zu ihrem Tode zu kämpfen, anstatt sich zu unterwerfen, so dass die Kämpfe bis in den Mai hineingingen.
Fonseca Cardoso starb 1912 in Portugiesisch-Timor an Malaria. Er wurde auf dem Friedhof von Santa Cruz in Dili beerdigt. Nach ihm ist in seiner Heimatstadt Porto eine Straße benannt, die Rua de Fonseca Cardoso.